# S/S Etna
Ångfartyget Etna av Helsingborg torpederades i Atlanten den 14 december 1942. Besättningen räddades.

## Historik
Etna levererades 1918 till rederi AB Gefle av skeppsredare E. Brodin i Stockholm, samt hade sin hemort i Torö under namnet Arcturus. En gång kolliderade Arcturus med ångaren Domald av Göteborg, en annan gång med Homefield av Glasgow. Arcturus såldes 1022 till rederiet Görissen & Co i Oslo, fick då namnet Etna och fördes i amerikansk fart. 1927 köptes Etna av AB Transmarin i Helsingborg. Fartygets ursprungliga turboelektriska maskineri utbyttes då mot ett nytt Lenzmaskineri. Julen 1932 firade Etnas besättning under bogsering på Atlanten efter en hård törn med vädrets makter. Etna hade lämnat Boca Grande den 1 december, destinerad till Landskrona med fosfatlast. Efter 17 dygns resa i hårt väder övergick stormen till orkan och därunder slets rodret bort. Fartyget drev redlöst, men sedan man genom förenade ansträngningar riggat ett nödroder, förbättrades situationen något. Orkanen rev emellertid gång på gång bort nödrodret. Den 22 december fick Etna bogserhjälp, vilken under mycket svåra väderförhållanden så småningom kunde ta henne in till Landskrona där hon ankom den 12 januari. Under den långvariga stormen i januari 1937 var Etna åter på väg mellan Florida och Landskrona. I 33 dygn kämpade hon mot stormen och lyckades ta sig ända fram till 7 distansminuter från den Svenska kusten. Då tog bränslet slut och Etna drev redlöst ut i Skagerack och den upprörda sjön. Bärgningsångare hjälpte henne in till Göteborg. Etnas sista resa i Svenska farvatten blev också den en strapats. Resan började den 13 januari 1940, då ångaren lämnade Iggesund med pappersmassa till Philadelphia. Issvårigheter möttes i Kalmarsund och utanför Åhus, där snöstormen flyttat prickarna, fick hon grundkänning, sprang läck och måste lossa de våta pappersbalarna i Trelleborg. Då isen lossnade fram på vårkanten fortsattes resan mot Amerika. Kort därefter ockuperades Danmark och Norge, varför Skagerackspärren hindrade Etna från att ta sig hem igen.

## Torpederingen
Etna var på väg från New York till Montevideo. Den 14 december 1942 stoppades fartyget av en ubåt, vars befälhavare gav den svenska besättningen fem minuter på sig att gå i livbåtarna. Det var emellertid hårt väder med kraftig storm, varför någon livbåt ej kunde sättas i sjön på lovartssidan. Kapten Ullfors lyckades dock förhandla till sig så lång tid, att han sedan första livbåten satts i på läsidan, kunde vända fartyget, och därigenom även få i den andra livbåten i lä. Efter torpederingen sjönk Etna på ca fyra minuter. Livbåtarna satte sedan segel. Torpederingen hade skett i nordöstpassaden, båtarna seglade snabbt undan och nådde hamn efter knappt nio dygn. De hade då tillryggalagt 925 sjömil, en rekordartad livbåtsseglats. Längsta seglade distans på ett dygn bänkades till 135 NM.